# Bronisław Frenkel
Bronisław Frenkel (Frenkiel) (ur. 22 grudnia 1887 w Warszawie, zm. 1943 tamże) – polski lekarz neurolog.

## Życiorys
Syn Jakuba Frenkla (1858–1938), dyrektora Banku Ludowego. Uczęszczał do III Gimnazjum w Warszawie. Należał do Związku Młodzieży Socjalistycznej. Był uczestnikiem strajku szkolnego w trakcie Rewolucji 1905 roku. Studiował medycynę na Uniwersytecie Jagiellońskim i Uniwersytecie w Zurychu, który ukończył w 1911 roku. Specjalizował się w neurologii w Warszawie, gdzie był uczniem Edwarda Flataua. W 1918 zamieszkał w Łodzi i został dyrektorem oddziału neurologicznego Św. Andrzeja. Przez krótki okres był też dyrektorem szpitala Kochanówka. 
Był prezesem Polskiego Towarzystwa Badań nad Dziećmi, wiceprezesem Polskiego Towarzystwa Neurologicznego w latach 1932–1939. We wrześniu 1939 został zmobilizowany do wojska i brał udział w kampanii wrześniowej. Przez krótki czas pracował w klinice w Łucku. Udało mu się przenieść do Warszawy, gdzie ukrywał się po tzw. aryjskiej stronie. W 1943 został aresztowany, ale popełnił samobójstwo zażywając truciznę przed przewiezieniem do siedziby gestapo.

## Wybrane prace
- O drogach móżdżkowych gołębi. W: Prace I-go Zjazdu neurologów, psychiatrów i psychologów polskich. Warszawa, 1910
- Frenkel B, Leyberg J. Przypadek ostrego zapalenia opon u syfilityka z lewostronnym pourazowym niedowładem, leczonego metodą Gennericha. Lekarz Wojskowy 3 (5), ss. 378-382, 1922
- Przypadek wrodzonych braków mięśniowych. Polska Gazeta Lekarska, 1923
- Patogeneza pląsawicy. Pediatria Polska 8 (5), ss. 323-328, 1928
- Odruch midriatyczny w zapaleniach opon u dzieci. W: Księga jubileuszowa Edwarda Flataua. Warszawa, 1929
- Choroby nerwowe w przebiegu błonicy. Polska Gazeta Lekarska 11 (47), ss. 860–861, 1932